# لئونل سوآرس
لئونل سوآرس (اسپانیایی: Leonel Suárez‎؛ زادهٔ ۱ سپتامبر ۱۹۸۷) ورزشکار دهگانه اهل کوبا است.